# Thành Sunomata

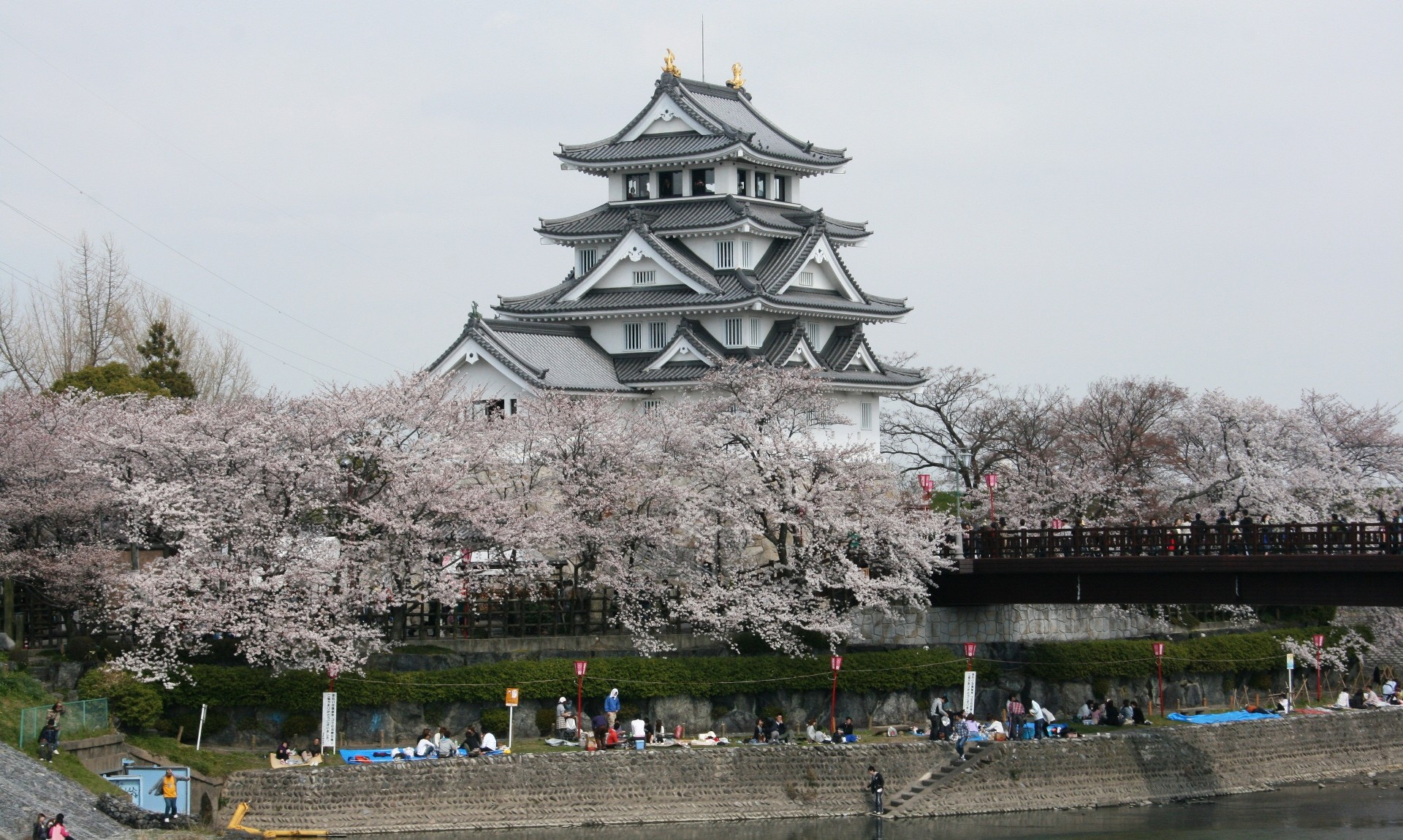
Thành Sunomata

Thành Sunomata (墨俣城 (Mặc Ngũ thành) Sunomata-jō) là một tòa thành Nhật Bản ở Ōgaki, tỉnh Gifu. Nó được Toyotomi Hideyoshi, một trong những tướng quân của Oda Nobunaga, xây dựng khi họ đang tiến hành bao vây Thành Inabayama. Hideyoshi cũng tìm ra một đường hầm bí mật vào tòa thành và tìm thấy Saitō Tatsuoki. Oda Nobunaga lưu đày Tatsuoki vì họ đã giành chiến thắng trong trận chiến. Theo truyền thuyết, Thành Sunomata được xây dựng chỉ trong một đêm. Ngày nay, nó thường được gọi là Thành Sunomata Ichiya. Ichiya có nghĩa là "một đêm". Tháp của tòa thành được xây dựng lại để làm bảo tàng lịch sử địa phương.